# Temporada da NBA de 1963–64
A temporada da NBA de 1963-64 foi a 18ª temporada da National Basketball Association (NBA). Ela encerrou com o Boston Celtics conquistando o campeonato da NBA após derrotar o San Francisco Warriors por 4-3 nas finais da NBA.

## Temporada regular

### Divisão Leste
| Time               | V  | D  | %    | JA |
| ------------------ | -- | -- | ---- | -- |
| Boston Celtics C   | 59 | 21 | .738 | -  |
| Cincinnati Royals  | 55 | 25 | .688 | 4  |
| Philadelphia 76ers | 34 | 46 | .425 | 25 |
| New York Knicks    | 22 | 58 | .275 | 37 |

### Divisão Oeste
| Time                   | V  | D  | %    | JA |
| ---------------------- | -- | -- | ---- | -- |
| San Francisco Warriors | 82 | 00 | .600 | -  |
| St. Louis Hawks        | 46 | 34 | .575 | 2  |
| Los Angeles Lakers     | 42 | 38 | .525 | 6  |
| Baltimore Bullets      | 31 | 49 | .388 | 17 |
| Detroit Pistons        | 23 | 57 | .288 | 25 |

C - Campeão da NBA

## Líderes das estatísticas
| Categoria        | Jogador          | Time                   | Est.  |
| ---------------- | ---------------- | ---------------------- | ----- |
| Pontos           | Wilt Chamberlain | San Francisco Warriors | 2,948 |
| Rebotes          | Bill Russell     | Boston Celtics         | 1,930 |
| Assistências     | Oscar Robertson  | Cincinnati Royals      | 868   |
| Arremessos (%)   | Jerry Lucas      | Cincinnati Royals      | .527  |
| Tiros livres (%) | Oscar Robertson  | Cincinnati Royals      | .853  |

## Prêmios
- Jogador Mais Valioso: Oscar Robertson, Cincinnati Royals
- Revelação do Ano: Jerry Lucas, Cincinnati Royals
- Técnico do Ano: Alex Hannum, San Francisco Warriors

- All-NBA Primeiro Time:
  - Wilt Chamberlain, San Francisco Warriors
  - Elgin Baylor, Los Angeles Lakers
  - Jerry West, Los Angeles Lakers
  - Bob Pettit, St. Louis Hawks
  - Oscar Robertson, Cincinnati Royals

- All-NBA Time Revelação:
  - Jerry Lucas, Cincinnati Royals
  - Nate Thurmond, San Francisco Warriors
  - Rod Thorn, Baltimore Bullets
  - Gus Johnson, Baltimore Bullets
  - Art Heyman, New York Knicks